# Bolus (Medizin)
In der Medizin wird als Bolus (von lateinisch bolus ‚Ball‘ oder ,Schuss‘) unter anderem die schnelle Verabreichung eines Medikaments oder einer anderen Substanz verstanden, um ihre Konzentration auf das Niveau der Effektivdosis zu heben. Die Gabe kann in Form einer intravenösen, intramuskulären oder intrathekalen Injektion erfolgen.

## Platzierung
Die Platzierung der Bolus-Dosis hängt vom gewünschten systemischen Niveau der Substanz ab. Ein intramuskulärer Bolus wird für die Gabe eines Impfstoffs benutzt, um eine langsame Freisetzung des Antigens zu bewirken, was das Immunsystem des Körpers stimuliert und ihm Zeit gibt, Antikörper zu entwickeln. Subkutane Injektionen werden von Heroinabhängigen durchgeführt (sog. „skin popping“, was die durch den Bolus geformte Beule beschreibt), die zu einer verzögerten Freisetzung führen. Damit werden sowohl Entzugserscheinungen wie auch Euphorie vermindert. Ein Bolus, der direkt intravenös verabreicht wird, erlaubt eine sehr schnelle Gabe und erhöht die Konzentration der Substanz rasch auf ihre Effektivdosis. Typischerweise wird dies am Beginn einer Behandlung durchgeführt oder nachdem eine therapeutisch wirksame Substanz aus dem Blutkreislauf entfernt wurde (z. B. nach einer Dialyse).

## Diabetes
Diabetiker und im Gesundheitswesen tätiges Personal verwenden Boli, um schnell wirkendes Insulin ergänzend zur Basalrate zu applizieren, Basis-Bolus-Therapie genannt. Die Basalrate wird durch kontinuierliche Gabe geringer Mengen schnell wirkenden Insulins mittels einer Insulinpumpe oder durch Gabe langsam wirkenden Insulins sichergestellt, um die Aufnahme von Glucose, die u. a. von der Leber ausgeschüttet wird, in den Zellen zu gewährleisten.

## Veterinärmedizin
Kleintieren werden bei Flüssigkeitsmangel häufig größere Mengen Elektrolytlösung als Bolus subkutan injiziert, um unter der lockeren Haut ein Depot anzulegen, aus dem die fehlende Flüssigkeit über einige Stunden hinweg resorbiert werden kann. Dieses Vorgehen ist im Vergleich zu Gaben via Infusion risikoärmer und wird daher insbesondere bei sehr kleinen Tieren bevorzugt.
Bei Großtieren gibt es Boli auch als feste, tablettenähnliche Medikamentendepots, die in den Pansen von Wiederkäuern, wie Rindern, Ziegen und Schafen verbracht werden.
Technische Pansenboli dienen der elektronischen Kennzeichnung von Wiederkäuern. Sie bestehen aus einer zylinderförmigen Keramikhülle. Im Inneren befindet sich ein in Glas eingeschmolzener stabförmiger RFID-Chip. Der Pansenbolus wird durch das Tier verschluckt. Auf Grund des hohen Eigengewichts bleibt er dauerhaft im Pansen der Wiederkäuer liegen.

## Strahlentherapie
In der Strahlentherapie versteht man unter einem Bolus ein wachsartiges, gewebeäquivalentes Material, das auf der Haut platziert wird, um die Dosis der externen Strahlungsquelle zu homogenisieren oder modulieren.